# Azores Airlines

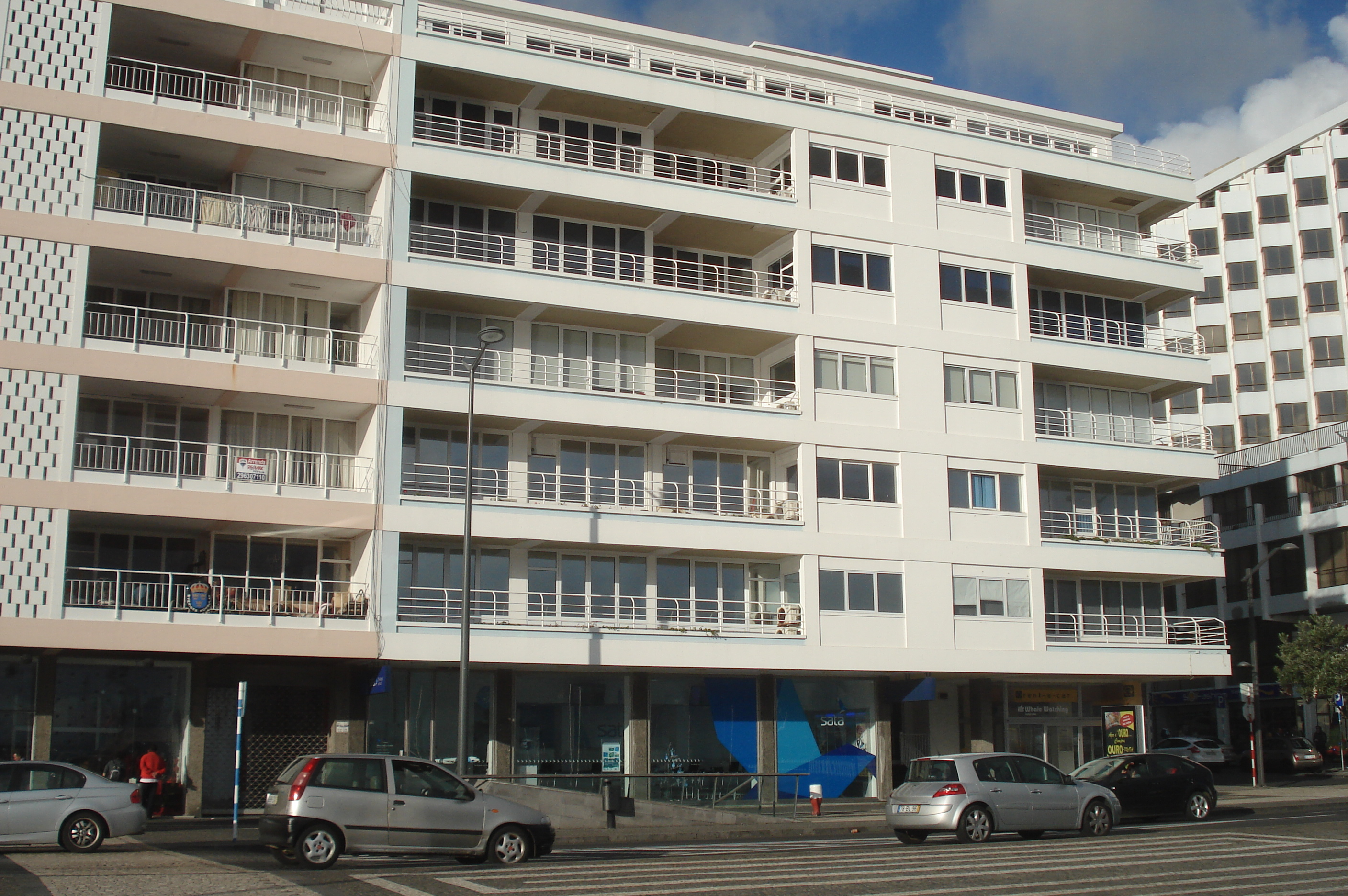
SATA koncernbyggnad

SATA International (fullt namn SATA INTERNACIONAL – Serviços e Transportes Aéreos, S.A.) är ett portugisiskt flygbolag baserat i Ponta Delgada, Portugal. Flygbolaget bedriver reguljärtrafik till Madeira, Portugals fastland och andra destinationer i Europa och Nordamerika, samt charterflyg.

## Destinationer

### Afrika
- Kap Verde
  - Praia - Nelson Mandela International flygplats

### Europa
- Tyskland
  - Frankfurt - Frankfurt Mains flygplats
- Portugal
  - Funchal - Madeiras flygplats
  - Horta - Hortas flygplats
  - Lissabon - Lissabon-Portelas flygplats Bas
  - Pico - Picos flygplats
  - Ponta Delgada - Ponta Delgada-João Paulo II-flygplatsen Bas
  - Porto - Porto-Francisco de Sá Carneiro-flygplatsen
  - Santa Maria - Santa Marias flygplats
  - Terceira - Lajes flygplats

### Nordamerika
- Kanada
  - Montréal - Aéroport International Montréal-Pierre Elliott Trudeau
  - Toronto - Toronto Pearson International Airport
- USA
  - Boston - Logan International Airport
  - Oakland - Oakland International Airport